# Piasowa
Piasowa (biał. Пясова; ros. Песово) – wieś na Białorusi, w obwodzie brzeskim, w rejonie stolińskim, w sielsowiecie Horodno.